# Papaipema maritima
Papaipema maritima là một loài bướm đêm trong họ Noctuidae.